# Jardim Diamantina
Jardim Diamantina é um pequeno bairro, que se localiza na região norte da cidade brasileira de Goiânia, fazendo parte da Avenida Perimetral Norte, sendo conhecida pela Avenida Cubatão, próxima ao posto Gato Preto, onde passam vários ônibus. Próximo ao bairro, em divisa com o Urias Magalhães e o Gentil Meireles se localiza o Cemitério Parque.
Segundo dados da Prefeitura de Goiânia, o Jardim Diamantina faz parte do 46º subdistrito de Goiânia, chamado de Urias Magalhães. O subdistrito abrange, além dos dois bairros, o Gentil Meireles, Panorama Parque, Granja Cruzeiro do Sul e Vila Nossa Senhora Aparecida.
Segundo dados do Instituto Brasileiro de Geografia e Estatística (IBGE), divulgados pela prefeitura, no Censo 2010 a população do Jardim Diamantina era de 1 514 pessoas.